# سعيد الزايدي
سعيد الزايدي (بالفرنسية: Said Zaidi)‏ مواليد 10 يناير 1986 في الدار البيضاء، هو لاعب كرة قدم مغربي يلعب مع نادي شباب الريف الحسيمي كمدافع.

## المسيرة الاحترافية

### أندية لعب لها
- نادي الوداد الرياضي
- نادي شباب الريف الحسيمي

## روابط خارجية
- سعيد الزايدي على موقع قاعدة بيانات كرة القدم.إي يو (الإنجليزية)